# Klasztor Filoteu
Klasztor Filoteu (grec.: Μονή Φιλοθέου) – jeden z klasztorów na Górze Athos. Położony jest w północno-wschodniej części półwyspu. Zajmuje dwunaste miejsce w atoskiej hierarchii. Klasztor założony został przez błogosławionego Filetosa – od którego imienia otrzymał swoją nazwę – na początku X wieku.
W bibliotece klasztoru przechowywanych jest 250 rękopisów i około 2 500 drukowanych ksiąg (spośród których około 50 w języku rosyjskim i rumuńskim). Katolikon klasztoru ozdabiają freski m.in. albańskich malarzy Kostandina i Athanasa Zografi.
W klasztorze mieszka 60 mnichów.